# No, No, Nanette (1940)
No, No, Nanette (bra Não, Não, Nanette) é um filme estadunidense de 1940, do gênero comédia musical, dirigido por Herbert Wilcox, com roteiro baseado no musical homônimo de Irving Caesar, Otto Harbach e Vincent Youmans.